# Nati nel 1964/Novembre
| Questa pagina contiene informazioni ricavate automaticamente dalle voci biografiche con l'ausilio del template Bio e di un bot. L'aggiornamento è periodico e automatico e ricostruisce completamente la pagina. Se manca una persona in questa lista, sei pregato di non aggiungerla, ma accertati piuttosto che la sua voce biografica contenga il template Bio e che i dati anagrafici siano correttamente compilati. Se il template Bio manca, inseriscilo tu stesso o, in alternativa, metti l'avviso {{tmp\|Bio}} che ne segnala la mancanza. Se i dati riportati sono sbagliati, correggi direttamente la voce biografica; le modifiche saranno visibili in questa lista entro pochi giorni. Per chiarimenti vedi il progetto biografie. La lista contiene solo le 316 persone che sono citate nell'enciclopedia e per le quali è stato implementato correttamente il template Bio. Pagina aggiornata al 18 lug 2025. |

- 1º novembre - Gabriella Borri, attrice teatrale e doppiatrice italiana
- 1º novembre - Randy A. George, generale statunitense
- 1º novembre - Michael Gruber, attore, cantante e ballerino statunitense
- 1º novembre - Sophie B. Hawkins, cantautrice e musicista statunitense
- 1º novembre - Orestes Kindelán, giocatore di baseball cubano
- 1º novembre - Otto Konrad, allenatore di calcio e ex calciatore austriaco
- 1º novembre - Daran Norris, attore e doppiatore statunitense
- 1º novembre - Lou Rhodes, cantautrice e musicista inglese
- 1º novembre - Richard Scheufler, musicista, cantante e compositore ceco
- 2 novembre - Víctor Antelo, allenatore di calcio e ex calciatore boliviano
- 2 novembre - Desmond Armstrong, ex calciatore statunitense
- 2 novembre - Jorge Borelli, ex calciatore argentino
- 2 novembre - Édgar de León, ex cestista portoricano
- 2 novembre - John Francis Doerfler, vescovo cattolico statunitense
- 2 novembre - Khalil Ghanim, ex calciatore emiratino
- 2 novembre - Ewa Kupiec, pianista polacca
- 2 novembre - Mykola Lisin, politico e imprenditore ucraino († 2011)
- 2 novembre - Lynn Nottage, drammaturga e produttrice televisiva statunitense
- 2 novembre - Olena Pachol'čyk, ex velista ucraina
- 2 novembre - Sonja Reichart, ex sciatrice freestyle tedesca
- 2 novembre - Salvatore Totino, direttore della fotografia statunitense
- 2 novembre - Lauren Vélez, attrice statunitense
- 3 novembre - Matteo Arpe, banchiere e dirigente d'azienda italiano
- 3 novembre - Gesine Arps, artista tedesca
- 3 novembre - Gregório Ben Lâmed Paixão, arcivescovo cattolico brasiliano
- 3 novembre - Milly D'Abbraccio, ex attrice pornografica italiana
- 3 novembre - Brenda Fassie, cantante sudafricana († 2004)
- 3 novembre - Clara Moroni, cantautrice, compositrice e produttrice discografica italiana
- 3 novembre - Cristina Parodi, giornalista e conduttrice televisiva italiana
- 3 novembre - Paprika Steen, attrice e regista danese
- 4 novembre - Roberto Alesse, dirigente pubblico italiano
- 4 novembre - Sandrone Dazieri, scrittore, sceneggiatore e curatore editoriale italiano
- 4 novembre - Bruno Eyron, attore, conduttore televisivo e produttore cinematografico tedesco
- 4 novembre - Antonio Massarutto, economista italiano
- 4 novembre - Yūko Mizutani, attrice e doppiatrice giapponese († 2016)
- 4 novembre - Wayne Morris, attore inglese
- 5 novembre - Abdelkader El Brazi, calciatore marocchino († 2014)
- 5 novembre - Chieko Homma, ex calciatrice giapponese
- 5 novembre - Famke Janssen, attrice e ex modella olandese
- 5 novembre - Lisa Kleypas, scrittrice statunitense
- 5 novembre - Alina Marazzi, regista italiana
- 5 novembre - Abedi Pelé, dirigente sportivo, allenatore di calcio e ex calciatore ghanese
- 5 novembre - Eduardo Sánchez, ex giocatore di calcio a 5 spagnolo
- 6 novembre - Alessandra Arachi, giornalista e scrittrice italiana
- 6 novembre - Mike Brewer, ex rugbista a 15 e allenatore di rugby a 15 neozelandese
- 6 novembre - Koenraad Dillen, politico belga
- 6 novembre - Arne Duncan, politico e docente statunitense
- 6 novembre - Ettore Giovannelli, giornalista italiano
- 6 novembre - Corey Glover, cantante e attore statunitense
- 6 novembre - Greg Graffin, cantante, paleontologo e biologo statunitense
- 6 novembre - Brad Grunberg, attore statunitense
- 6 novembre - Erik Kramer, ex giocatore di football americano statunitense
- 6 novembre - Michael Lin, artista taiwanese
- 6 novembre - Molella, disc jockey, produttore discografico e conduttore radiofonico italiano
- 6 novembre - António Morato, ex calciatore portoghese
- 6 novembre - Miho Ninagawa, attrice giapponese
- 6 novembre - Félix Sarriugarte, allenatore di calcio e ex calciatore spagnolo
- 6 novembre - Neil Stephens, ex cestista neozelandese
- 6 novembre - Angela Summers, ex attrice pornografica statunitense
- 6 novembre - Clare Vanderpool, scrittrice statunitense
- 6 novembre - José Rui de Pina Aguiar, ex calciatore e allenatore di calcio capoverdiano
- 7 novembre - Luca Attanasio, giornalista e scrittore italiano
- 7 novembre - Terry Coner, ex cestista e allenatore di pallacanestro statunitense
- 7 novembre - Peter Flinth, regista danese
- 7 novembre - Michele La Ginestra, attore, commediografo e regista teatrale italiano
- 7 novembre - Adele Marsiletti, ex calciatrice italiana
- 7 novembre - Michael Papajohn, attore e stuntman statunitense
- 7 novembre - Corrado Sanguineti, vescovo cattolico italiano
- 7 novembre - Bonnie St. John, ex sciatrice alpina statunitense
- 7 novembre - Dana Plato, attrice statunitense († 1999)
- 7 novembre - Maura Tomasi, politica italiana
- 7 novembre - Shannon Whirry, attrice statunitense
- 7 novembre - Fred Wolf, sceneggiatore e regista statunitense
- 8 novembre - Daniel Aceves, ex lottatore messicano
- 8 novembre - Paolo Antonio Ascierto, oncologo italiano
- 8 novembre - Steve Caballero, skater statunitense
- 8 novembre - Nello Daniele, musicista, cantautore e chitarrista italiano
- 8 novembre - John Foot, storico britannico
- 8 novembre - Sagarika Ghose, giornalista e scrittrice indiana
- 8 novembre - Mark Green, politico statunitense
- 8 novembre - Jimmy Murrison, chitarrista britannico
- 8 novembre - Hilde Gjermundshaug Pedersen, ex fondista norvegese
- 8 novembre - Pierre Salvadori, regista, sceneggiatore e attore francese
- 8 novembre - Michele Uva, dirigente sportivo italiano
- 8 novembre - Elias Vacca, politico e avvocato italiano
- 9 novembre - Doug Carrion, bassista statunitense
- 9 novembre - Mark Dalton, ex cestista e allenatore di pallacanestro australiano
- 9 novembre - Frédéric Delpla, ex schermidore francese
- 9 novembre - Robert Duncan McNeill, attore e regista statunitense
- 9 novembre - Edoardo Nesi, scrittore, politico e traduttore italiano
- 9 novembre - Musa Qurbanov, ex calciatore sovietico
- 9 novembre - Oda Spelbos, attrice olandese
- 9 novembre - Sergiusz Wołczaniecki, ex sollevatore polacco
- 9 novembre - Deborah York, soprano inglese
- 9 novembre - Paola de Martini, pilota di rally italiana
- 10 novembre - Valerij Babanov, alpinista russo
- 10 novembre - Luca Brunetti, allenatore di calcio e ex calciatore italiano
- 10 novembre - Héctor Campana, ex cestista e politico argentino
- 10 novembre - Fabio Casadei Turroni, scrittore, musicologo e giornalista italiano
- 10 novembre - Jushin Thunder Liger, ex wrestler giapponese
- 10 novembre - Luca Mattei, allenatore di calcio e ex calciatore italiano
- 10 novembre - Magnús Scheving, attore e ex ginnasta islandese
- 10 novembre - Guy Whittingham, allenatore di calcio e ex calciatore inglese
- 10 novembre - Toshinori Yato, ex calciatore e ex giocatore di calcio a 5 giapponese
- 11 novembre - Anabel Alonso, attrice spagnola
- 11 novembre - Hamdullah Babazadeh, ex calciatore e ex giocatore di calcio a 5 iraniano
- 11 novembre - Calista Flockhart, attrice statunitense
- 11 novembre - Joseph E. Gallagher, direttore della fotografia statunitense
- 11 novembre - Lee Sun-hee, cantautrice sudcoreana
- 11 novembre - Philip McKeon, attore e produttore cinematografico statunitense († 2019)
- 11 novembre - Ildikó Pusztai, ex schermitrice ungherese
- 11 novembre - Miguel Sanabria, ex calciatore paraguaiano
- 11 novembre - Giulio Scarfì, astronomo italiano
- 11 novembre - Kobi Shabtai, ex militare e poliziotto israeliano
- 12 novembre - Thomas Berthold, allenatore di calcio e ex calciatore tedesco
- 12 novembre - Vic Chesnutt, cantautore statunitense († 2009)
- 12 novembre - David Ellefson, bassista statunitense
- 12 novembre - Jakob Hlasek, ex tennista cecoslovacco
- 12 novembre - Michael Kremer, economista statunitense
- 12 novembre - Paolo Lasca, ex hockeista su ghiaccio italiano
- 12 novembre - Eric Nylund, scrittore statunitense
- 13 novembre - Ronald Agénor, ex tennista haitiano
- 13 novembre - Corrado Aprili, ex tennista italiano
- 13 novembre - Ian Cartwright, calciatore inglese († 2016)
- 13 novembre - Fabio De Bernardin, ex hockeista su ghiaccio italiano
- 13 novembre - Paul Graham, informatico, imprenditore e saggista inglese
- 13 novembre - Fernando Quintanilla, ex calciatore spagnolo
- 13 novembre - Timo Rautiainen, ex copilota di rally finlandese
- 13 novembre - Denis Scuto, ex calciatore lussemburghese
- 13 novembre - Daniel Sullivan, politico statunitense
- 13 novembre - Anne Weber, scrittrice e traduttrice tedesca
- 14 novembre - John Allen, allenatore di calcio e ex calciatore gallese
- 14 novembre - Raúl Araiza, attore messicano
- 14 novembre - Gerald Baumgartner, allenatore di calcio, dirigente sportivo e ex calciatore austriaco
- 14 novembre - Carlos Chandía, arbitro di calcio cileno
- 14 novembre - Manlio Dovì, attore, cabarettista e imitatore italiano
- 14 novembre - Gianluigi Galbagini, allenatore di calcio e ex calciatore italiano
- 14 novembre - Fabio Guadagnini, giornalista, manager e conduttore televisivo italiano
- 14 novembre - Silken Laumann, ex canottiera canadese
- 14 novembre - Luigi Leone, ex pallanuotista e allenatore di pallanuoto italiano
- 14 novembre - Tony Sansone, doppiatore italiano
- 14 novembre - Joseph Simmons, rapper statunitense
- 14 novembre - Patrick Warburton, attore e doppiatore statunitense
- 15 novembre - Anthony Ian Berkeley, rapper e produttore discografico trinidadiano († 2001)
- 15 novembre - Mauro Fiore, direttore della fotografia italiano
- 15 novembre - Philippe Montanier, allenatore di calcio e ex calciatore francese
- 15 novembre - Kurt Nicoll, pilota motociclistico britannico
- 15 novembre - Tiit Sokk, allenatore di pallacanestro e ex cestista estone
- 16 novembre - Monica Bandini, ciclista su strada italiana († 2021)
- 16 novembre - Valeria Bruni Tedeschi, attrice, regista e sceneggiatrice italiana
- 16 novembre - Luciano Floridi, filosofo italiano
- 16 novembre - Midori Honda, allenatrice di calcio e ex calciatrice giapponese
- 16 novembre - Joseph Hudepohl, ex nuotatore statunitense
- 16 novembre - Diana Krall, cantante e pianista canadese
- 16 novembre - Harry Lennix, attore statunitense
- 16 novembre - Francisco Liaño, ex calciatore spagnolo
- 16 novembre - Stefania Nobile, imprenditrice e personaggio televisivo italiana
- 16 novembre - Jeff Pinkner, sceneggiatore, produttore televisivo e produttore cinematografico statunitense
- 16 novembre - Maeve Quinlan, attrice e ex tennista statunitense
- 16 novembre - Josip Weber, calciatore croato († 2017)
- 17 novembre - Angelo Aimo, allenatore di calcio e ex calciatore italiano
- 17 novembre - Ralph Garman, attore statunitense
- 17 novembre - Fofi Gennimata, politica greca († 2021)
- 17 novembre - Vivian El Jaber, attrice argentina
- 17 novembre - Stuart Massey, ex calciatore inglese
- 17 novembre - Jacopo Quadri, montatore italiano
- 17 novembre - Susan Rice, politica e diplomatica statunitense
- 17 novembre - Moses Sithole, serial killer sudafricano
- 17 novembre - Krzysztof Warzycha, allenatore di calcio, politico e ex calciatore polacco
- 17 novembre - Joe Zarb, ex calciatore maltese
- 17 novembre - Marina Čerkasova, ex pattinatrice artistica su ghiaccio sovietica
- 18 novembre - Angelo Borrelli, funzionario italiano
- 18 novembre - Antonio Campo Dall'Orto, dirigente d'azienda italiano
- 18 novembre - Salud Carbajal, politico statunitense
- 18 novembre - Alessio Di Basco, dirigente sportivo e ex ciclista su strada italiano
- 18 novembre - Piera Muggiri, taekwondoka italiana
- 18 novembre - Fatima Naoot, scrittrice e poetessa egiziana
- 18 novembre - Sabu, regista, attore e sceneggiatore giapponese
- 19 novembre - Leo Colovini, autore di giochi italiano
- 19 novembre - Vincenzo Costantino, poeta, scrittore e cantautore italiano
- 19 novembre - Saverio De Bonis, politico italiano
- 19 novembre - Béatrice Gafner, ex sciatrice alpina svizzera
- 19 novembre - Paolo Garutti, ex sciatore alpino italiano
- 19 novembre - Phil Hughes, allenatore di calcio e ex calciatore nordirlandese
- 19 novembre - Bruno Incarbona, ex calciatore italiano
- 19 novembre - Marzio Liuni, politico italiano
- 19 novembre - Radmilo Mihajlović, ex calciatore jugoslavo
- 19 novembre - Chiara Mio, economista italiana
- 19 novembre - Eric Musselman, ex cestista, allenatore di pallacanestro e dirigente sportivo statunitense
- 19 novembre - Petr Nečas, politico ceco
- 19 novembre - Nicholas Patrick, ex astronauta britannico
- 19 novembre - Ronnie Sinclair, ex calciatore scozzese
- 19 novembre - Fabio Valdambrini, fumettista italiano
- 19 novembre - Svetlana Varganova, ex nuotatrice sovietica
- 19 novembre - Ernesta Venuto, ex calciatrice italiana
- 19 novembre - Robert Young, chitarrista e bassista britannico († 2014)
- 20 novembre - Hitoshi Bifu, doppiatore e attore giapponese
- 20 novembre - Katharina Böhm, attrice austriaca
- 20 novembre - Sophie Fillières, sceneggiatrice e regista francese († 2023)
- 20 novembre - Doug Ford, politico, imprenditore e dirigente d'azienda canadese
- 20 novembre - Andrij Kalašnykov, ex lottatore ucraino
- 20 novembre - John MacLean, allenatore di hockey su ghiaccio e ex hockeista su ghiaccio canadese
- 20 novembre - Luis Alfonso Mendoza, doppiatore e direttore del doppiaggio messicano († 2020)
- 20 novembre - Seo Dae-seong, ex cestista sudcoreano
- 20 novembre - Ned Vaughn, attore statunitense
- 20 novembre - Jamie Waller, ex cestista statunitense
- 21 novembre - Claudio Canzian, ex calciatore italiano
- 21 novembre - Yvette Clarke, politica statunitense
- 21 novembre - Shane Douglas, wrestler statunitense
- 21 novembre - Mike Junkin, ex giocatore di football americano statunitense
- 21 novembre - Deborah Kampmeier, regista e sceneggiatrice statunitense
- 21 novembre - Katarzyna Kulwicka, ex cestista polacca
- 21 novembre - Fernando Lopes, nuotatore angolano († 2020)
- 21 novembre - Pietro Marsetti, ex calciatore ecuadoriano
- 21 novembre - Massimiliano Medda, comico, conduttore televisivo e attore italiano
- 21 novembre - John Muldoon, ex calciatore inglese
- 21 novembre - Olden Polynice, ex cestista haitiano
- 21 novembre - Tiziano Scanu, disegnatore italiano
- 21 novembre - Marjorie Vincent, modella statunitense
- 21 novembre - Rainer Zietsch, allenatore di calcio, dirigente sportivo e ex calciatore tedesco
- 22 novembre - Gene Atkins, giocatore di football americano statunitense
- 22 novembre - Benoit Benjamin, ex cestista statunitense
- 22 novembre - Eric Brown, attore statunitense
- 22 novembre - Olivier Chastel, politico belga
- 22 novembre - César Humberto Chávez, ex calciatore peruviano
- 22 novembre - Stephen Geoffreys, attore statunitense
- 22 novembre - Masahiro Shimizu, pilota motociclistico giapponese
- 22 novembre - Robbie Slater, ex calciatore inglese
- 22 novembre - Olivier Truc, giornalista e scrittore francese
- 22 novembre - Vitalija Tuomaitė, cestista sovietica († 2007)
- 23 novembre - Steve Alford, ex cestista e allenatore di pallacanestro statunitense
- 23 novembre - Godfrey Kiprotich, ex maratoneta keniota
- 23 novembre - Paolo Marchese, doppiatore e attore italiano
- 23 novembre - Sharon Marley, cantautrice giamaicana
- 23 novembre - Lars Myrberg, ex pugile svedese
- 23 novembre - Kurt Russ, allenatore di calcio e ex calciatore austriaco
- 23 novembre - Frank Rutherford, ex triplista bahamense
- 23 novembre - Carlo A. Sigon, regista e sceneggiatore italiano
- 23 novembre - Daniel Snyder, imprenditore e dirigente sportivo statunitense
- 23 novembre - John L. Williams, ex giocatore di football americano statunitense
- 24 novembre - Carlo Bertotti, musicista, compositore e produttore discografico italiano
- 24 novembre - Maurizio Ciampi, organista e direttore d'orchestra italiano
- 24 novembre - Nunziante Consiglio, politico italiano
- 24 novembre - Garret Dillahunt, attore statunitense
- 24 novembre - André Ferreira, pallavolista brasiliano († 2024)
- 24 novembre - Mike Goldberg, commentatore televisivo statunitense
- 24 novembre - Paul Groves, tenore statunitense
- 24 novembre - Conleth Hill, attore nordirlandese
- 24 novembre - Kayhan Kalhor, musicista e compositore curdo
- 24 novembre - Hendrie Krüzen, allenatore di calcio e ex calciatore olandese
- 24 novembre - Lynda McGehee, ex sciatrice alpina statunitense
- 24 novembre - Tony Rombola, chitarrista statunitense
- 24 novembre - Jim Van Bebber, regista, sceneggiatore e attore cinematografico statunitense
- 24 novembre - Mario Vielmo, alpinista e regista italiano
- 25 novembre - Kevin Jackson, artista marziale misto e lottatore statunitense
- 25 novembre - Robert Kurtzman, regista e produttore cinematografico statunitense
- 25 novembre - Mark Lanegan, cantautore e musicista statunitense († 2022)
- 25 novembre - Cesare Malfatti, musicista e cantautore italiano
- 25 novembre - Greg McDermott, ex cestista e allenatore di pallacanestro statunitense
- 25 novembre - Stacey North, ex calciatore inglese
- 25 novembre - Pino Perris, musicista, arrangiatore e personaggio televisivo italiano
- 25 novembre - Dan Saleaumua, ex giocatore di football americano statunitense
- 25 novembre - Bert van Vlaanderen, ex maratoneta olandese
- 25 novembre - Wendy Wyland, tuffatrice statunitense († 2003)
- 26 novembre - Chokri Belaid, politico e avvocato tunisino († 2013)
- 26 novembre - Francesco Bruni, politico italiano
- 26 novembre - Tom Cable, allenatore di football americano statunitense
- 26 novembre - Mario Furlan, attivista, giornalista e scrittore italiano
- 26 novembre - Carl Saunders, ex calciatore inglese
- 26 novembre - Vreni Schneider, ex sciatrice alpina svizzera
- 26 novembre - Roberto Siorpaes, bobbista italiano
- 26 novembre - Cesare Viel, artista italiano
- 26 novembre - Lia Williams, attrice e regista britannica
- 27 novembre - Mario Di Desidero, scrittore e sceneggiatore italiano
- 27 novembre - Daniel Ducruet, personaggio televisivo e cantante francese
- 27 novembre - Ronit Elkabetz, attrice, regista e sceneggiatrice israeliana († 2016)
- 27 novembre - Robin Givens, attrice statunitense
- 27 novembre - Roberto Mancini, allenatore di calcio e ex calciatore italiano
- 27 novembre - Rubén Martínez, ex calciatore cileno
- 27 novembre - Manni Schmidt, chitarrista tedesco
- 27 novembre - Adam Shankman, regista, ballerino e coreografo statunitense
- 27 novembre - Antonio Tarantino, chitarrista italiano
- 27 novembre - Steve Wallace, ex giocatore di football americano statunitense
- 28 novembre - Michael Bennet, politico statunitense
- 28 novembre - Armin Bittner, allenatore di sci alpino e ex sciatore alpino tedesco
- 28 novembre - Jorge Capitanich, politico argentino
- 28 novembre - Ken Charlery, allenatore di calcio e ex calciatore santaluciano
- 28 novembre - Jesse Cook, chitarrista canadese
- 28 novembre - Sallie Krawcheck, imprenditrice statunitense
- 28 novembre - Francesco Lotoro, pianista, compositore e direttore d'orchestra italiano
- 28 novembre - Giancarlo Perbellini, cuoco italiano
- 28 novembre - Neil Pointon, ex calciatore inglese
- 28 novembre - Roy Tarpley, cestista statunitense († 2015)
- 29 novembre - Charles Berstad, allenatore di calcio e ex calciatore norvegese
- 29 novembre - Francesco Campanella, politico italiano
- 29 novembre - Antonio Cavallo, allenatore di calcio e ex calciatore italiano
- 29 novembre - Don Cheadle, attore, produttore cinematografico e regista statunitense
- 29 novembre - Terry Glaze, cantante statunitense
- 29 novembre - Jennifer Harman, giocatrice di poker statunitense
- 29 novembre - Kenneth Monkou, ex calciatore olandese
- 29 novembre - Luigi Tornari, giornalista e conduttore radiofonico italiano
- 30 novembre - Richard Brake, attore britannico
- 30 novembre - Agnès Callamard, attivista, funzionaria e diplomatica francese
- 30 novembre - Fabio Fazio, conduttore televisivo, autore televisivo e produttore televisivo italiano
- 30 novembre - Roberta Gambarini, cantante italiana
- 30 novembre - Carlo Gerosa, ex sciatore alpino italiano
- 30 novembre - Fernando Hernández Leyva, serial killer messicano
- 30 novembre - Thomas Hettche, scrittore tedesco
- 30 novembre - Emmanuel Lubezki, direttore della fotografia messicano
- 30 novembre - Luiz Henrique Mandetta, politico e medico brasiliano
- 30 novembre - Manuel Martín Cuenca, regista e sceneggiatore spagnolo
- 30 novembre - Michael Matijevic, cantante statunitense
- 30 novembre - Scott Silver, sceneggiatore e regista statunitense
- 30 novembre - David Wood, ex cestista statunitense
- 30 novembre - Henk-Jan Zwolle, ex canottiere olandese
- 30 novembre - Paula van der Oest, regista e sceneggiatrice olandese